# Lucica Dina Muntean
Lucica Dina Muntean (n. 29 iunie 1955, Supuru de Jos, Satu Mare, România) este un senator român, ales în 2020 din partea PNL. 